# 安妮·史塔特
安妮·史塔特（丹麥語：Anne Statt，1954年—），婚後名安妮·斯科夫高（Anne Skovgaard），是丹麥已退役羽球運動員。她是斯蒂恩·斯科夫高的妻子，也是克里斯蒂安·斯科夫高的母親，兩人也都是成功的羽球運動員。
安妮·史塔特與英格蘭的諾拉·佩里一起在1978年的歐洲羽球錦標賽獲得女子雙打金牌。作為安妮·斯科夫高，她在1979/1980賽季與丈夫斯蒂恩的一起贏得德國羽球公開賽混合雙打冠軍。同年，她也贏得了丹麥個人錦標賽冠軍。1980年，她代表丹麥贏得歐洲羽球錦標賽團體金牌，同時還獲得女子雙打獲銅牌。 